# 12757 Yangtze
12757 Yangtze este un asteroid din centura principală de asteroizi.

## Descriere
12757 Yangtze este un asteroid din centura principală de asteroizi. A fost descoperit pe 14 septembrie 1993 la Observatorul La Silla de Henri Debehogne și Eric Walter Elst. Asteroidul prezintă o orbită caracterizată de o semiaxă mare de 2,92 ua, o excentricitate de 0,08 și o înclinație de 1,1° în raport cu ecliptica.